# Oedy
De Oedy (Russisch: Уды) is een rivier die van de oblast Belgorod in Rusland naar de oblast Charkov in Oekraïne stroomt. Daar mondt de rivier bij Tsjoejoeiv uit in de Severski Donets.